# Cavarí
Cavarí (en llatí Cavarinus) va ser un cabdill dels sènons al que Juli Cèsar va fer rei del seu poble. Aviat va ser enderrocat pels seus súbdits i obligat a fugir i a refugiar-se amb Cèsar. Després va seguir al conqueridor romà en la seva lluita contra Ambiòrix.